# Patty Ryan
Patty Ryan (* 6. Mai 1961 in Wuppertal als Birgit Hartmann; † 23. Juli 2023 ebenda) war eine deutsche Sängerin, die vor allem durch ihre Europop-Songs bekannt wurde.

## Werdegang
Ihre Anfänge im Musikgeschäft hatte Ryan mit der Rockabilly-Formation Susi & die Rockets, die 1981 auch in der ZDF-Hitparade mit dem Titel Dieses Haus ist kein Bahnhof (deutsche Version von Sweet Lolita der britischen Rockabilly-Band Matchbox) auftraten.
Ab 1986 änderte Ryan ihren Stil, der ab dann dem von Modern Talking, London Boys und Bad Boys Blue ähnelte. Ryans bekanntester Titel ist You’re My Love, You’re My Life. Sie sang auch die Hits Stay with Me Tonight, Love Is the Name of the Game und I Don’t Wanna Lose You Tonight (alle von ihrem Debüt-Album Love Is the Name of the Game). Einige der Stücke ihres Debüt-Albums weisen Ähnlichkeiten mit denen von Modern Talking auf, so z. B. You’re My Love, You’re My Life (You’re My Heart, You’re My Soul) und I’m Feeling So Blue (There’s Too Much Blue In Missing You). Das Lied Chinese Eyes basiert auf Melodien von You’re My Heart, You’re My Soul. Ryan sang außerdem den Danuta-Lato-Hit Touch My Heart.
Ryans spätere Veröffentlichungen sind die Maxi-Singles Ohne Zweifel (2004), I Gave You All My Love, Du bist frei sowie Lass mir doch mal meinen Spass von 2005, die CD-Kompilation All the Best (Otre-Media) aus dem Jahre 2006, und die Maxi-CD Wind im offenen Haar von 2011.
Patty Ryan starb am 23. Juli 2023 im Alter von 62 Jahren in Wuppertal.

## Diskografie

### Alben
| Jahr | Titel                        | Anmerkungen |
| ---- | ---------------------------- | ----------- |
| 1987 | Love Is the Name of the Game |             |
| 1988 | Top of the Line              |             |
| 2006 | All the Best                 |             |

### Kompilationen
| Jahr | Titel                                 | Anmerkungen |
| ---- | ------------------------------------- | ----------- |
| 2007 | Female Voices of Italo Disco          |             |
| 2009 | Gina T. vs Patty Ryan – Greatest Hits |             |

### Singles
| Jahr | Titel                                       | Anmerkungen                    |
| ---- | ------------------------------------------- | ------------------------------ |
| 1981 | Dieses Haus ist kein Bahnhof (Sweet Lolita) | als Susi & die Rockets (Vinyl) |
| 1982 | Wenn ich eins nicht mag                     | als Susi & die Rockets (Vinyl) |
| 1986 | Stay With Me Tonight                        | (Vinyl)                        |
| 1986 | (You’re) My Love, (You’re) My Life          | (Vinyl)                        |
| 1987 | I Don’t Wanna Loose You Tonight             | (Vinyl)                        |
| 1988 | Love Is the Name of the Game                | (Vinyl)                        |
| 1988 | Dance Mix Vol.19                            | mit L’Affair                   |
| 1989 | Since You Came Into My Life                 |                                |
| 1998 | You’re My Love (My Life) ’98                |                                |
| 2003 | Lay Love On You                             |                                |
| 2003 | Das Matterhorn                              |                                |
| 2004 | Ohne Zweifel                                |                                |
| 2005 | Wind im offnen Haar                         | auch Komponistin               |
| 2005 | Lass mir doch mal meinen Spass              | auch Komponistin               |
| 2005 | Du bist frei                                | auch Komponistin               |
| 2005 | I Gave You All My Love                      | auch Komponistin               |
| 2006 | Hier in Wuppertal, nur hier bin ich daheim  | auch Komponistin               |
| 2006 | Time To Say Goodbye                         | auch Komponistin               |
| 200? | Rheinische Stimmung                         | mit De Fleech                  |

## Auszeichnungen
- 2005: Best Return bei den Golden Artists Gala Awards